# Алпаслан, Яшар
Яша́р Алпаслан (тур. Yaşar Alpaslan; 23 марта 1914, Стамбул — 1995) — турецкий футболист, играл на позиции защитника. Участник летних Олимпийских игр 1936 года.

## Биография

### Игровая карьера
Всю футбольную карьеру играл за «Фенербахче». В составе «жёлтых канареек» выигрывал 4 раза Стамбульскую лигу и 1 раз Национальный дивизион в 1937 году.
В составе сборной Турции принимал участие на олимпийском футбольном турнире 1936 года, где сыграл в матче со сборной Норвегии (0:4). Всего за сборную Турции сыграл 2 матча и не отметился забитыми мячами.

## Достижения
«Фенербахче»
- Чемпион Стамбульской лиги (4): 1932/33, 1934/35, 1935/36, 1936/37
- Победитель Национального дивизиона[англ.] (1): 1937